# Defensa d'Àrquias

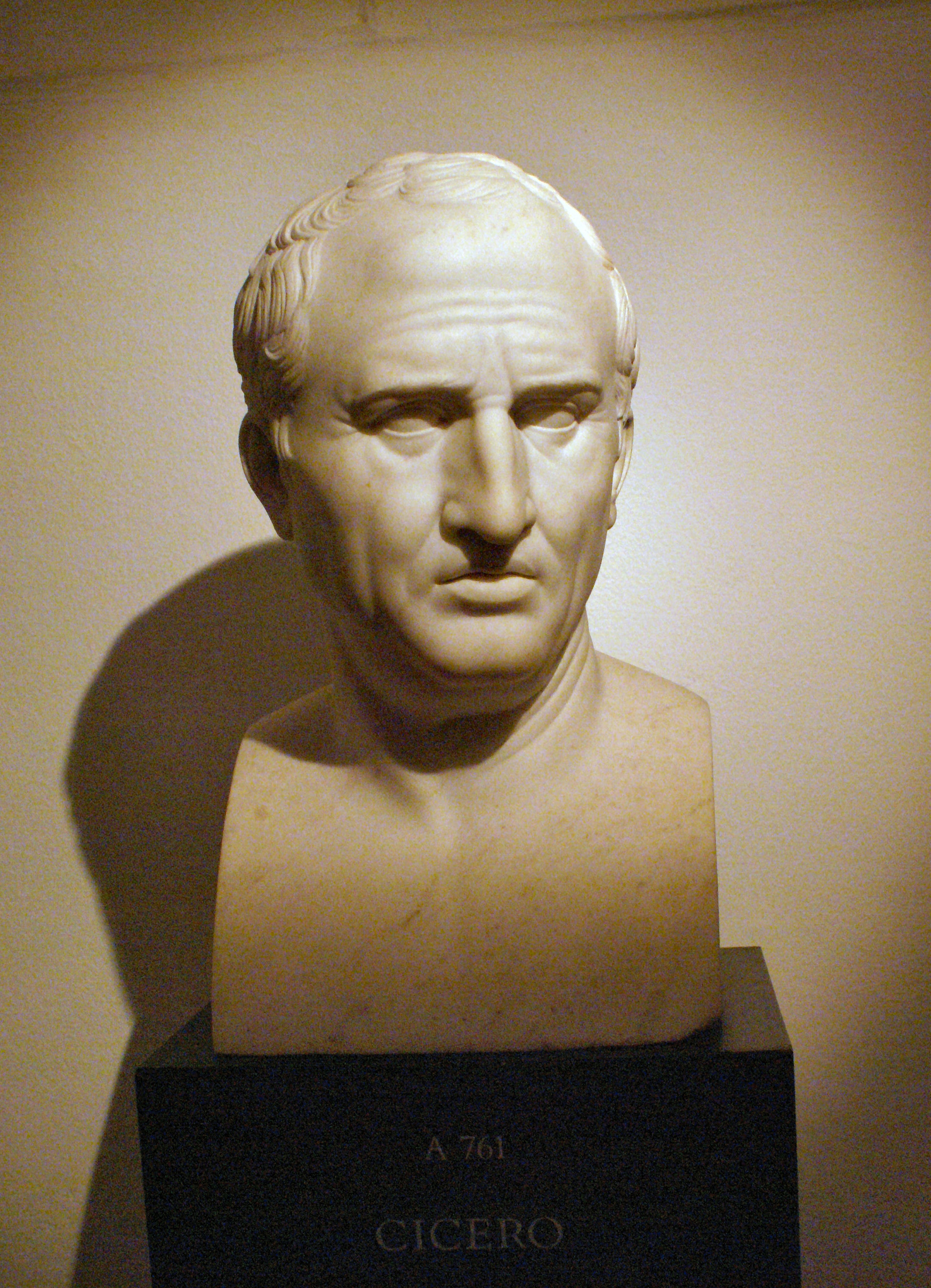
Bust de Ciceró, autor del discurs Pro Archia poeta

Defensa d'Àrquias (en llatí: Pro A. Licinio Pro Archia Poeta Oratio o Pro Archia Poeta; també traduït com Defensa del poeta Àrquias) és un discurs pronunciat de l'escriptor i polític romà Ciceró l'any 62 aC a favor del poeta Aulus Lucini Àrquias, un any després d'haver exercit el càrrec de cònsol a Roma. En aquest discurs Ciceró, que, a banda d'haver ocupat càrrecs polítics i d'haver destacat en l'estudi de la retòrica i l'oratòria, havia iniciat la seva carrera com a advocat l'any 81 aC, va realitzar una defensa del poeta Àrquias, el qual havia estat acusat per un advocat, de nom Graci, de no posseir legalment la ciutadania romana.

## Context
El context històric en què va viure Ciceró i, per tant, en què es va desenvolupar aquest discurs, va ser un període de crisi política. L'any 62 aC, la República romana ja havia viscut una Guerra social (91-89 aC), una guerra civil (88 aC) i un seguit de guerres contra el rei Mitridates (Guerres mitridàtiques). Tots aquests conflictes havien influït a Ciceró d'una manera més o menys directa però el conflicte que més va implicar a l'orador romà va ser el seu enfrontament amb Catilina, que l'any 63 aC va intentar donar un cop d'estat contra el govern de Roma, essent cònsol Ciceró.
L'any 65 aC, un tribú de la plebs, de nom Gai Papi Cels va aprovar una llei (Lex papia de peregrinis) que ordenava l'expulsió de Roma d'aquells estrangers que haguessin volgut obtenir els drets propis dels ciutadans romans d'una manera il·legal. Amb l'aprovació d'aquesta llei, l'advocat Graci va acusar al poeta grec Àrquias de no haver obtingut legalment la ciutadania romana. Com a conseqüència, Ciceró va decidir defensar-lo judicialment.
Els motius que van portar Ciceró a defensar aquest poeta són encara dubtosos, però se n'han deduït diversos. D'una banda, es pot explicar aquest afany per defensar Àrquias perquè, tal com indica Ciceró al començament del seu discurs, aquest havia sigut el seu mestre i guia en l'estudi de les humanitats a la seva infància. No obstant això, encara avui no es coneix si veritablement ho va ser, ja que Ciceró no fa al·lusió a Àrquias en cap altra obra seva i, per tant, es pot haver tractat d'un recurs retòric utilitzat per captivar el jurat.
D'altra banda, es creu que Àrquias estava escrivint un poema sobre el mèrit de Ciceró en la conjura fracassada de Catilina i que, per tant, aquesta defensa seria una mena de quid pro quo. Així i tot, és sabut que aquest poema no va ser finalment realitzat perquè el mateix Ciceró confessa, en una carta a Àtic: "Àrquias no ha escrit res sobre mi". En darrer lloc, Ciceró, amb aquest discurs, tenia una intenció de defensar-se indirectament a si mateix, atès que, aleshores, estava rebent un seguit de crítiques personals per haver manat executar, sense previ judici, els partidaris de Catilina. L'orador volia aprofitar el seu discurs per afavorir la seva imatge: defensant la ciutadania d'Àrquias defensava, indirectament, la seva pròpia ciutadania, qüestionada per alguns que, com Catilina, l'havien acusat d'estranger.

## Acusació i defensa
L'any 62 aC, el poeta Aulus Lucini Àrquias va ser acusat per l'advocat Graci, un tribú de la plebs, d'haver obtingut de manera il·lícita la ciutadania romana. Aquest tribú basava la seva acusació en l'aplicació de la Lex papia de peregrinis sobre el poeta Àrquias.
Ciceró, en la seva defensa del poeta, va elaborar una petita biografia d'Àrquias, en la qual explicava com aquest havia obtingut la ciutadania romana l'any 89 aC després de l'aprovació de la Lex Plautia Papiria. Aquesta llei permetia als ciutadans itàlics obtenir la ciutadania romana sempre que l'individu que la sol·licités estigués registrat en les llistes d'una de les ciutats confederades amb Roma i, demostrant que tenia una residència a la península Itàlica, es presentés davant del pretor, en un període límit de 60 dies a partir de l'aprovació de la llei, per obtenir la ciutadania.
Segons Ciceró, Àrquias, d'origen grec, havia obtingut, en un primer moment, la ciutadania, com a distinció honorífica, a quatre ciutats de la Magna Grècia i, més tard, a Heraclea, ciutat federada amb Roma. Per aquest motiu, aprovada la Lex Plautia Papiria, havia demanat al pretor romà la ciutadania, l'any 89 aC, i aquest, aleshores, la hi havia atribuït.
El problema d'aquest afer era que, l'any de l'acusació contra Àrquias, no existien proves físiques de la seva ciutadania obtinguda a Heraclea, ja que els registres d'aquesta ciutat s'havien cremat en un incendi produït durant la Guerra Social. Altrament, Àrquias no figurava als censos romans pel fet que el poeta grec s'havia absentat els anys en què havien estat realitzats els censos per tal d'acompanyar el seu patró, Luci Lucul, a les guerres Mitridàtiques.
Per tal de defensar Àrquias, en no disposar Ciceró de documents que acreditessin la seva ciutadania, va portar alguns testimonis oculars. A banda d'això, va intentar, durant el seu discurs, evitar les referències estrictes al procés legal i va intentar centrar l'atenció del jurat en un altre tema: la importància i la utilitat d'Àrquias i de la literatura en general per a l'estat romà.

## Estructura
L'estructura del discurs de Ciceró en defensa del poeta Àrquias segueix el model que ell mateix havia proposat anteriorment en algunes de les seves obres sobre l'oratòria com De inventione (I, 19). Tot i així, aquest discurs presenta algunes innovacions. Aquests canvis venen donats per la temàtica i l'estil del discurs; d'una banda, l'argumentació del seu discurs es divideix en dues parts, l'argumentatio de causa, els punts que concerneixen merament als aspectes legals del cas i l'argumentatio extra causa, els punts que tracten la importància de l'estudi de les lletres i les humanitats dins de la societat romana. D'altra banda, tal com el mateix Ciceró indica al tercer fragment del seu discurs Pro Archia poeta, el seu llenguatge erudit s'allunya del llenguatge propi del discurs forense i s'apropa més al llenguatge literari.
L'estructura plantejada en aquest discurs és la següent:
1. Exordium (1-4)
Ciceró justifica el seu ajut a Àrquias tot explicant que aquest va ser el seu primer mestre en l'estudi de les humanitats. Altrament, endinsant-se en el tema de les humanitats, adverteix als jutges que, durant el seu discurs, utilitzarà un llenguatge erudit propi de l'estil literari i farà un elogi sobre el valor de la literatura.
2. Propositio (4)
Ciceró afirma davant dels jutges que, en el cas que Àrquias no hagués obtingut la ciutadania anteriorment, sens dubte l'hauria merescut com a reconeixement de la seva tasca poètica.
3. Narratio (4-7)
S'hi exposa la biografia d'Àrquias: El poeta, d'origen grec, es va dedicar, des de ben jove, a la literatura. Va obtenir molt d'èxit en la seva estada a la Magna Grècia i, temps després, en arribar a Roma, va ser molt ben acollit, sobretot per la família de Luci Lucini Lúcul. Durant una estada a Sicília i a Heraclea, Àrquias va obtenir la ciutadania d'Heraclea, ciutat federada amb Roma. Més tard, l'any 89 aC, obté la ciutadania a Roma per mitjà de la Lex Plautia Papiria.
4. Confirmatio/Refutatio (de causa) (8-11)
Els testimonis oculars d'Àrquias, Marc Lucul i els llegats d'Heraclea, verifiquen l'obtenció de la ciutadania del poeta. En aquest punt s'explica també que Àrquias havia obtingut la ciutadania en altres ciutats de la Magna Grècia i que el motiu pel qual no figura en el cens de Roma és que en el moment en què es va fer ell es trobava fora d'Itàlia.
5. Confirmatio/Refutatio (extra causam) (12-30)
Ciceró afirma que ell és un home cultivat en les lletres i inicia un panegíric en defensa de les humanitats i del seu estudi. Respecte a Àrquias, Ciceró enumera els discursos que aquest ha realitzat amb motiu de glorificar les gestes d'alguns governants i, per tant, de glorificar l'estat romà i assenyala que no ha d'ésser desprestigiat pel fet d'escriure els seus poemes en grec. En darrer lloc, ressaltant la utilitat de poesia, el discurs torna a exaltar la importància de la figura del poeta Àrquias que de no tenir la ciutadania, la mereixeria de totes formes per les seves contribucions literàries.
6. Peroratio (31-32)
Ciceró confia que Àrquias serà absolt, ja que mereix la ciutadania com a poeta.

## Temes i continguts
Aquest discurs comprèn, principalment, dos temes; una defensa de la ciutadania del poeta Àrquias i un elogi de les humanitats. La qüestió inicial és la demostració de la legalitat del procés amb el qual un estranger d'origen grec, Àrquias, va obtenir la ciutadania romana. Paral·lelament, Ciceró aprofita per introduir un discurs basat en l'elogi de l'estudi de les humanitats. Altrament, darrere de la defensa del poeta grec, Ciceró es defèn a si mateix de les acusacions d'estranger rebudes recentment.
A l'antiguitat romana, les humanitats no gaudien de cap prestigi, ja que es consideraven poc útils per a la societat. Tan sols eren apreciades aquelles disciplines que servien per contribuir a la glòria de Roma, la historiografia i l'oratòria. En aquest context, el panegíric de les lletres i les humanitats que va fer Ciceró el dia del judici d'Àrquias, tot rebatent els arguments contraris que estenien a l'estudi de les humanitats, va ser de cabdal importància per a la societat romana.
| Haec studia adulescentiam alunt, senectutem oblectant, secundas res ornant, adversis perfugium ac solacium praebent, delectant domi, non impediunt foris, pernoctant nobiscum, peregrinantur, rusticantur. (Pro Archia, 7, 16)                                                            |
| Traducció: Aquests estudis estimulen la joventut i embelleixen la vellesa, augmenten la prosperitat i proporcionen refugi i descans en les adversitats, enriqueixen la vida privada i no destorben la vida pública, són els nostres companys en la nit, als viatges i als retirs al camp. |

## Resultat del judici
El resultat d'aquest procés judicial es desconeix perquè les fonts posteriors no en determinen el resultat. L'absència d'una referència a l'expulsió del poeta Àrquias fa pensar que va aconseguir mantenir la seva residència a Roma.

## Transmissió textual
El Gemblacensis G, a Brussel·les i l'Erfurtensis E, a Berlín són els dos manuscrits conservats més importants que transmeten aquest discurs.

## Llegat
A l'antiguitat trobem poques referències al discurs ciceronià Defensa del poeta Àrquias. Quintilià i Tàcit, dues personalitats molt importants d'època imperial, en van fer esment en una de les seves obres. Després d'aquests autors no trobem cap més referència al discurs fins a l'època del Renaixement.
Al segle xiv, Francesco Petrarca va descobrir una còpia del discurs Pro Archia Poeta i es va dedicar a copiar-lo, corregir-lo i omplir-lo d'escolis. Tant el manuscrit com la còpia de Petrarca s'han perdut, però, com que aquesta va arribar als humanistes del seu entorn, se'n van transmetre algunes còpies a la posteritat. Aquest discurs de Ciceró va ser de molta importància en ésser considerat el primer discurs a favor de l'humanisme, ideal que es va estendre durant el Renaixement. A més, aquest i altres discursos descoberts al mateix període van esdevenir un nou model de prosa llatina.

### Traduccions en català
En llengua catalana trobem dues traduccions del discurs Pro Archia poeta. La primera traducció va ser realitzada per Joaquim Icart a la Fundació Bernat Metge, l'any 1993. La segona, més actual, editada per l'editorial La Magrana a la col·lecció Clàssics de Grècia i Roma, va ser traduïda per Gerard González Germain, l'any 2013.